# Quasidesmus puschtun
Quasidesmus puschtun är en mångfotingart som beskrevs av Sergei I. Golovatch 1991. Quasidesmus puschtun ingår i släktet Quasidesmus och familjen fingerdubbelfotingar. Inga underarter finns listade i Catalogue of Life.